# دمیرچی‌لر (قزاق ۱)
دمیرچی‌لر (به لاتین: Dəmirçilər) یک منطقه مسکونی در جمهوری آذربایجان است که در شهرستان قزاق واقع شده است. دمیرچی‌لر ۱۳۴۱ نفر جمعیت دارد.